# Marienkirche (Eichicht)

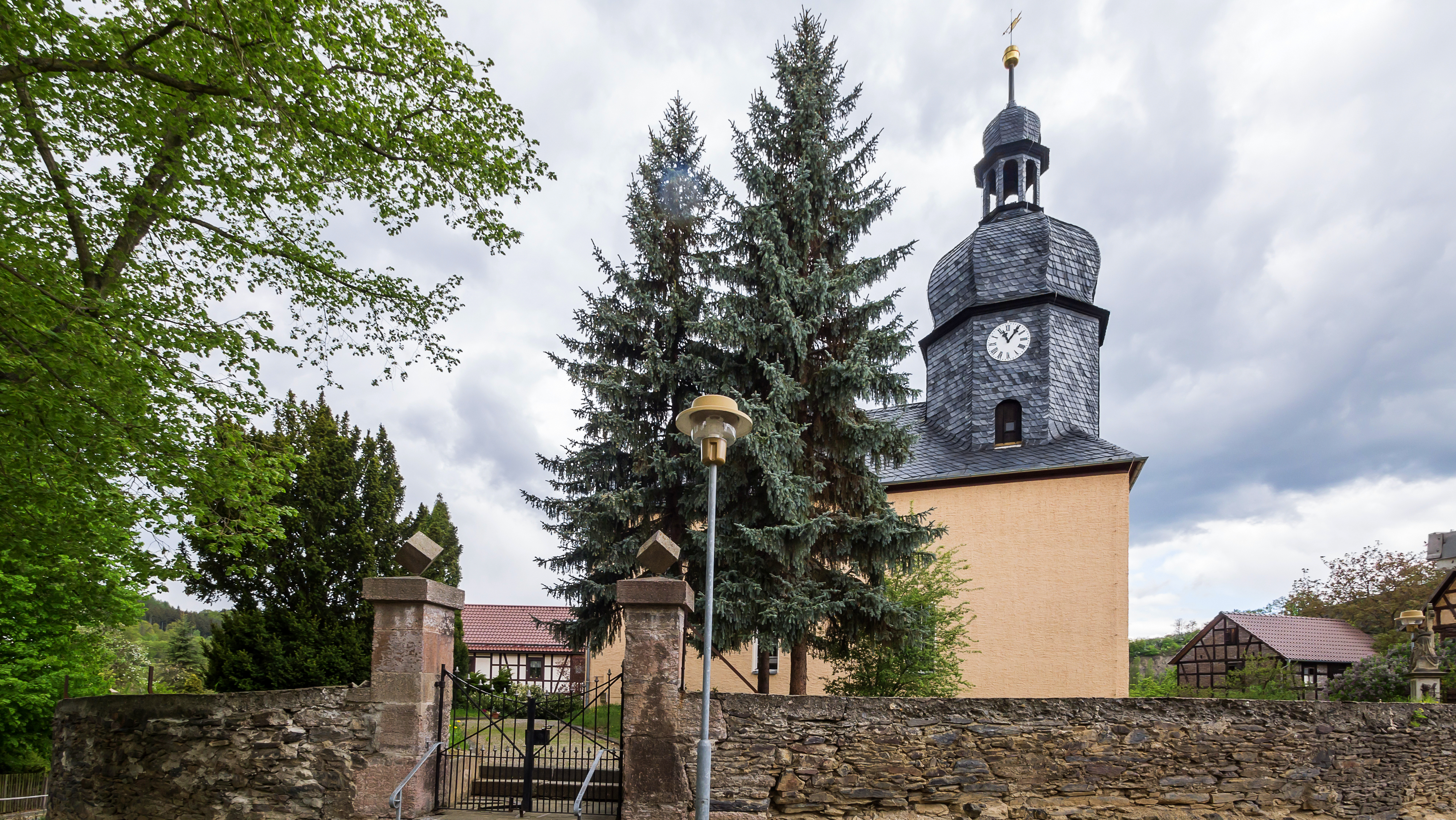
Kirche mit Ausstattung, Kirchhof und Einfriedung

Die Marienkirche im Ortsteil Eichicht der Gemeinde Kaulsdorf im Landkreis Saalfeld-Rudolstadt in Thüringen befindet sich in der Mitte des Straßendorfs.

## Geschichte
1200 erstmals erwähnt wurde eine Kapelle als Filial der  Wallfahrtskirche des Saalfelder Benediktinerklosters St. Jacob an der Straße über den Thüringer Wald.
„1464 stifteten die Brüder Heinrich und Dietrich von Beulwitz eine Vikareye (Vertreterstelle) in der Kirche unserer lieben Frauen im Dorfe und in der Capellen zum Eichicht auf dem Schloss.“ Dies ist die Ersterwähnung der Eichichter Kirche und einer Schlosskapelle.
1720 wurde der östliche Dachturm neu gebaut. Der Kanzelaltar stammt aus dem Entstehungsjahr. Aus dem Vorgängerbau sind erhalten: die Apostelfiguren Petrus und Jakobus d. Ä., Reste eines Altarschreins, der Taufstein von 1524 und zwei Abendmahlkelche von 1665 und 1714.
Die große Glocke aus dem Jahr 1721 wurde samt Orgelpfeifen 1915 für Kriegszwecke eingeschmolzen.
Die 1887 erbaute Lösche-Orgel aus Rudolstadt wurde 1970 renoviert.

## Trivia
Laut Kirchenbuch wurden am 2. September 1784 Friedrich Wilhelm Ludwig von Beulwitz und Caroline von Lengefeld getraut. Von Beulwitz war Kanzler des Fürstentums Schwarzburg-Rudolstadt und Schwager des Dichters Friedrich Schiller.